# سليم آغوس
سليم آغوس (بالإندونيسية: Agus Salim) مفكر أندونيسي ولد في 8 أكتوبر 1884وتوفي في 4 نوفمبر 1954م. اهتم بإقامة مقارنات بين الفلسفة الغربية وعلم الكلام الإسلامي حيث كان متمكناً من اللغة العربية وبعض اللغات الأوربية، ناصر العقلانية المعتزلية كما اهتم كذلك بنقد الرأسمالية والماركسية وخلص من ذلك إلى الدعوة إلى فكرة تشبه الماركسية - الإسلامية، نشط كذلك في الدعوة إلى القومية الإندونيسية.

## مؤلفاته
- الشرح الفلسفي للتوحيد والتقدير والتوكل (1953).

## روابط خارجية
- سليم آغوس على موقع الموسوعة البريطانية (الإنجليزية)
- سليم آغوس على موقع مونزينجر (الألمانية)